# Viaduc de Pont-Salomon
Le viaduc de Pont-Salomon est un double viaduc routier situé sur la commune de Pont-Salomon dans le département de la Haute-Loire, en France. Il assure le franchissement de la vallée de la Semène par la Route nationale 88 (axe Lyon-Toulouse).
L'ouvrage se compose de deux viaducs de 505 et 500 m de longueur indépendants et accolés. Le premier viaduc a été livré à la circulation en 1979 afin d'éviter la traversée sinueuse de Pont-Salomon. Le second a été inauguré en 2000, afin d'accompagner le doublement de la chaussée (passage à 2 × 2 voies). Ils sont faits de voussoirs en béton précontraint et leur hauteur maximale est de 50 m.

## Histoire
De 500 m de longueur, le premier viaduc en double sens (2 × 1 voie) a été achevé en 1978. Il a été doublé en 2000 par un deuxième viaduc de 505 m, ce qui permet à la RN 88 d'être à 2 × 2 voies. Le second viaduc présente la particularité d'avoir été le premier pont en France dont la conception a été menée et justifiée selon les Eurocodes 1 et 2.

## Caractéristiques

### Situation générale
Le viaduc est établi dans la vallée de la Semène, un affluent de la Loire, au sud de la commune de Pont-Salomon. Outre le cours d'eau, il franchit le chemin de fer reliant Firminy à Dunières (ligne de Firminy à Saint-Rambert-d'Albon), ainsi que la route départementale 45 reliant Aurec-sur-Loire à Saint-Pal-de-Mons.

### Géologie et géotechnique
L'ouvrage s'inscrit dans le contexte géologique du Velay et repose sur un substratum granitique du socle de la chaîne hercynienne. Ces « granites du Velay », formés au Westphalien, sont de teinte assez claire, assez hétérogènes, et sont riches en biotite et en cordiérite. Le viaduc recoupe ces formations dans un couloir faillé d'orientation nord-sud où les roches sont mylonitisées. Cette déformation cassante du massif granitique a permis à la rivière Semène d'y creuser son lit et d'y déposer des alluvions principalement constituées de galets et de gros blocs.
Sur le plan géotechnique, les fondations des piles diffèrent selon la qualité du sous-sol. Pour le premier viaduc, les sept piles et les deux culées remblayées sont fondées superficiellement. S'agissant du second viaduc, les fondations présentent peu de différences avec celles du premier viaduc. Les piles P3 à P7 reposent sur des semelles en béton d'une épaisseur de 2 à 3,5 m. En revanche, les piles P1 et P2 situées sur la rive droite de la Semène ont nécessité la réalisation de puits marocains afin d'atteindre le substratum granitique sain, situé plus en profondeur que sur la rive gauche.